# Soapland

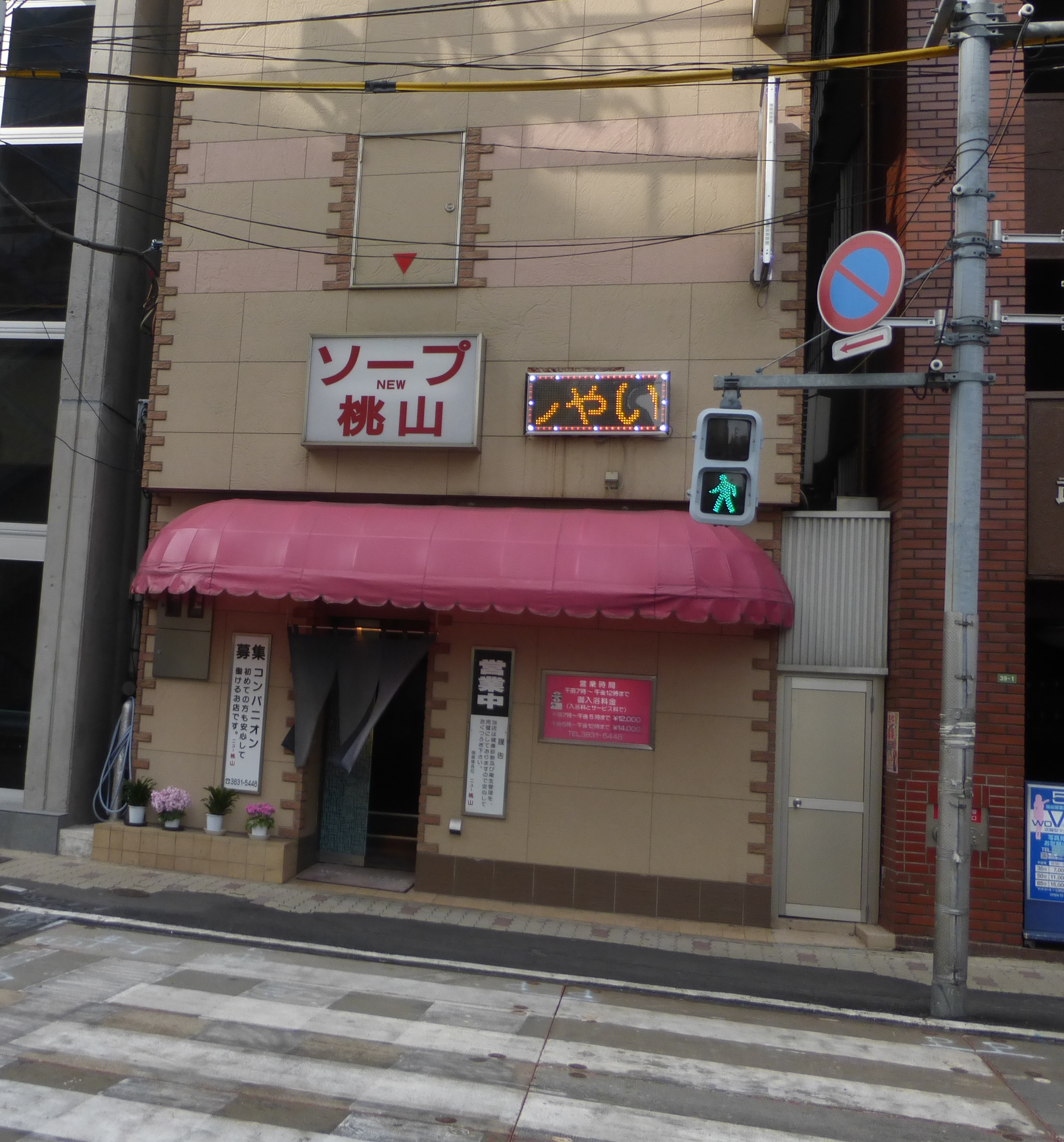
L'esterno di una soapland

Una soapland (ソープランド?, sōpurando) è un locale tradizionale giapponese nel quale i clienti uomini possono avere rapporti sessuali con prostitute, sebbene ufficialmente tale locale si offra come servizio nel quale i clienti vengono lavati. Ci sono anche soapland esclusivamente per clienti donne.
Esistono diversi tipi di soapland, ed esse sono principalmente localizzate in complessi con vario numero. I complessi maggiormente conosciuti sono situati a Susukino a Sapporo, a Yoshiwara e a Kabukichō a Tokyo, a Kawasaki, a Kanazuen a Gifu, a Ogoto a Ōtsu e a Fukuhara a Kōbe. Le tariffe per tali servizi variano a seconda di diversi fattori, come il posto, l'ora e la durata della sessione.